# Cooperatives Offenes Lernen
Cooperatives Offenes Lernen (COOL) ist ein Schul- und Unterrichtsentwicklungsprojekt, das an rund 150 berufsbildenden mittleren und höheren Schulen in Österreich gelebt wird. Im April 2014 besteht das Netzwerk aus insgesamt 67 zertifizierten Impulsschulen, Netzwerkpartnern bzw. eCOOL-Schulen (inkl. der ersten zertifizierten Schule in Deutschland: BBS Rotenburg an der Wümme). In den bisher durchgeführten Lehrgängen zur Lehrerfortbildung wurden 156 Lehrerteams bei der Planung, Umsetzung und Evaluation ihrer Schul- und Unterrichtsentwicklungsprojekte begleitet.
Es ist eine Reaktion auf die zunehmende Heterogenität in den Klassen und die Forderung aus der Arbeitswelt nach stärkerer Berücksichtigung der Soft Skills in der schulischen Ausbildung. COOL ist ein pädagogischer Ansatz für mehr Selbständigkeit, Eigenverantwortung und Kooperation in der Sekundarstufe I und II. Die Grundlagen dafür kommen aus verschiedenen reformpädagogischen Strömungen des 20. Jahrhunderts, vor allem aber aus dem von Helen Parkhurst in den USA entwickelten Daltonplan (Freedom, Cooperation, Budgeting Time).
Cooperatives Offenes Lernen (COOL) geht auf eine von den Lehrern Helga Wittwer und Georg Neuhauser 1996 gegründete Initiative zurück, aus welcher der Schulversuch „Differenziertes Lernen als Integrationsfaktor“ an der Bundeshandelsakademie und Bundeshandelsschule Steyr entstand.

## Wesentliche Merkmale
Nach cool.schule.at:
- Die Lehrer kooperieren in Klassenlehrerteams. Das erfordert regelmäßige Klassenlehrer-Teamsitzungen, Klausuren zu Beginn des Schuljahres und periodische Zusammenkünfte aller COOL-Lehrer.
- Die Schüler arbeiten mit schriftlichen, oft auch fächerübergreifenden Assignments (Arbeitsaufträgen). In sogenannten COOL-Stunden (ab drei Einheiten bis zu einem Drittel bzw. der Hälfte der Unterrichtszeit) hat der Schüler Wahlfreiheit, wann, wo, wie und meist auch in welcher Sozialform er die gestellten Aufgaben (aus mindestens drei Fächern) bis zu den vorgegebenen Terminen bewältigen will.
- Der Lehrer wird zum Moderator, zum Coach, zum Begleiter des Lernprozesses und kann so auf jeden einzelnen Schüler eingehen und ihn gezielt fördern (Individualisierung des Lernprozesses).
- Eine zentrale Rolle spielt die permanente Evaluation und Reflexion des Arbeits- und Lernprozesses. Unterschiedliche (auch schriftliche) Formen des Feedbacks sollen unter anderem zur kritischen Analyse des eigenen Sozialverhaltens anregen.
- Andere Formen des Lernens brauchen andere Formen der Beurteilung. Herkömmliche Methoden der Leistungsbeurteilung werden durch Formen der direkten Leistungsvorlage (Portfolio) ergänzt.
- Der regelmäßig stattfindende Klassenrat ist ein Selbststeuerungs- und Selbstverwaltungselement der Klasse. In ihm besprechen die Schüler nicht nur ihre Anliegen, sondern trainieren auch Gesprächsregeln, Protokollführung und Moderationstechniken.
- COOL braucht klare Strukturen und Rahmenbedingungen. In sogenannten COOL-Parlamenten bzw. Lehrer-Schüler-Foren (nach dem Delegiertenprinzip) werden gemeinsame Regeln des Zusammenlebens und Zusammenarbeitens im COOL-Bereich erarbeitet und in „Verträge“ gegossen.
- Die Eltern werden in die schulische Unterrichts- und Erziehungsarbeit eingebunden. In regelmäßigen Elternabenden (offen und moderiert) werden Anregungen, Wünsche und Befürchtungen zum Thema formuliert.

## Ursprung und Geschichte

### Helen Parkhurst und der Daltonplan
Um den bestehenden schulischen Zustand zu verbessern, wurden neue Ideen gesucht. Ein Lehrerteam machte sich auf die Suche nach Konzepten, die mit Blick auf den ganzen Menschen, neben einer starken sozialintegrativen Dimension ein möglichst hohes Maß an Individualisierung und Differenzierung im Unterricht zuließen. So stieß man auf die verschiedenen, zu Beginn des 20. Jahrhunderts entwickelten Ansätze der Reformpädagogik. Im Zuge eines EU-Comenius-Projektes machte man in Holland Bekanntschaft mit dem Daltonplan, einer Bildungskonzeption, in deren Mittelpunkt das selbständige Lernen steht. Als Begründerin des Daltonplans gilt die amerikanische Reformpädagogin Helen Parkhurst (1887–1973), die eine Mitarbeiterin Maria Montessoris war, später aber ihren eigenen Weg ging.

### Eine Idee setzt sich durch
Der Daltonplan überzeugte die Delegation aus Steyr durch seine Offenheit und seine bemerkenswerte Aktualität. Unterstützt und begleitet durch Fachleute aus dem universitären Bereich, begann das Steyrer Team unter der Leitung Helga Wittwers und Georg Neuhausers den Daltonplan, angereichert durch Elemente aus anderen (reform-)pädagogischen Richtungen, an die Bedingungen ihres eigenen Schultyps anzupassen. Damit war das Cooperative Offene Lernen geboren. Was als einfacher Schulversuch an der Steyrer Handelsschule begann, wurde vor allem durch die Unterstützung des Bundesministeriums für Unterricht, Kunst und Kultur innerhalb von wenigen Jahren im Bereich berufsbildender Schulen zum österreichweit verbreiteten Unterrichtsmodell. Eine Idee setzt sich offensichtlich durch, wenn die Zeit dafür reif ist.

## Die drei Grundprinzipien des Daltonplans der Helen Parkhurst
Nach Parkhurst 1925 f:

### Freedom
Gemeint ist damit die Wahlfreiheit hinsichtlich Aufgabenabfolge, Zusammenarbeit, Arbeitsplatz, zu verwendender Hilfsmittel und Zeiteinteilung auf Seiten der Schüler – auf Seiten der Lehrer hinsichtlich Organisation und Abfassung der schriftlichen Arbeitsaufträge (Assignments), der Arbeitsmittel und Zeitvorgaben, der Form der Leistungskontrolle und letztlich der Form der individuellen Zusammenarbeit mit dem einzelnen Schüler. Parkhurst definierte ihren Freiheitsbegriff immer in Verbindung mit Verantwortung – Freiheit also durch Übernahme von Verantwortung, dafür Befreiung von einengenden, starren Strukturen, die den Arbeitsfluss unterbrechen und die Lernintensität behindern.

### Cooperation
Dieser „soziale“ Grundsatz des Daltonplans beinhaltet weniger die konkrete Vorschreibung von Partner- und Gruppenarbeit – die Entscheidung über die Sozialform der Arbeit wird weitgehend den Schülern überlassen – als die Beseitigung kommunikationshemmender Strukturen im Schulleben. Nach Parkhursts Auffassung entfaltet sich die soziale Dimension schulischen Arbeitens von selbst, wenn man die Konkurrenzsituation des Frontalunterrichts abbaut und den Lernenden die Möglichkeit einräumt, nach Bedarf und Belieben zu kooperieren, auch über die Grenzen der Klassengemeinschaft hinweg. Die Erfahrung, dass nicht nur die individuelle Arbeitsleistung, sondern auch eine gemeinsame Erarbeitung von Lösungswegen zu einem Erfolgserlebnis führen kann, sollte die entscheidende Grundlage für spätere Teamarbeit und gemeinschaftliche Verantwortung schaffen.

### Budgeting Time
Dieses dritte Prinzip – oft auch durch den Begriff der Selbständigkeit ersetzt – drückt die Bedeutung aus, die Helen Parkhurst dem Erlernen der selbständigen Planung und Organisation der Arbeit zumaß. Sie untermauerte dadurch ihren Anspruch auf Effektivität im Lernprozess und wurde dafür von den europäischen Reformpädagogen (z. B. von Célestin Freinet) scharf kritisiert. In sogenannten „freien Dalton-Phasen“ sollen die Schüler selbständig an ihren schriftlich gestellten Aufgaben (Assignments) arbeiten können, für die sie in sogenannten „Special Calls“ – eher frontal strukturierten Informations- und Anleitungsphasen für alle Schüler einer Gruppe oder Klasse – entsprechend instruiert wurden.

## Neue Lehrerrolle
Grundprinzip des Cooperativen Offenen Lernens ist, die Selbständigkeit, Teamfähigkeit und Eigenverantwortung aller Schüler zu entwickeln. Damit ändert sich die Aufgabe der Lehrer zusehends. Die Lehrperson wird während der COOL-Unterrichtsphasen zum Moderator, zum Coach, zum Begleiter des Lernprozesses und kann so auf jeden einzelnen Schüler eingehen und diesen gezielt fördern. Begabtenförderung wird möglich, Schwächen von Schülern werden früher sichtbar. Die Lehrer kooperieren in Klassenlehrerteams. Regelmäßige Teamsitzungen, Klausuren zu Beginn des Schuljahres und periodische Treffen aller COOL-Lehrer zwecks Reflexion und Weiterentwicklung des COOL-Projektes sind unabdingbar, um COOL erfolgreich zu praktizieren. Diese Art des Unterrichtens bietet die Chance, im Lehrberuf nicht mehr als Einzelkämpfer auftreten zu müssen, das Austauschen und gegenseitige Stützen wird Alltag. Die Lehrerrolle wird dadurch neu erlebt, die Schüler erfahren ihre Lehrperson als helfende, aufmunternde und beratende Persönlichkeit, nicht als belehrende Macht.

## eCOOL
COOL + „eLearning“ = eCOOL verbindet die Methoden des Cooperativen Offenen Lernens mit den Möglichkeiten von E-Learning. Konkret: COOL-Arbeitsaufträge werden in unterschiedlichen sozialen Settings auch offline erarbeitet, für die optimale Kommunikation werden aber alle modernen technischen Möglichkeiten genutzt, z. B.:
- Internet-Foren
- Lernplattformen
- Online-Lexika
- Chat-Rooms
- Weblogs
- Podcasts
- Kalendarien
- Foto- und Video-Bearbeitung

Für Lehrer bietet eCOOL die Möglichkeit, auf Papier weitgehend zu verzichten und durch den Einsatz von Lernplattformen individuelle elektronische Rückmeldungen und Bewertungen durchzuführen. Kommunikative und soziale Elemente des Lernens dürfen bei der Arbeit am Computer auf keinen Fall außer Acht gelassen werden, sie sind bei der Aufgabenerstellung einzuplanen. Wesentlich ist, dass eCOOL als Ergänzung zu COOL genutzt wird, nicht aber als Ersatz. Es wäre kontraproduktiv, würde man beispielsweise den persönlichen Austausch im Klassenrat durch Feedbacks in Foren ersetzen. Positiv und konstruktiv ist allerdings, dass man die Diskussionen im Klassenrat sofort am PC protokollieren und auf einem allen zugänglichen Speicherplatz deponieren kann. eCOOL zeichnet sich zusammenfassend aus durch:
- Einsatz von Lernplattformen – auch in Nicht-Notebook-Klassen. Voraussetzung dafür ist natürlich eine entsprechende technische Grundausstattung (mindestens ein bis zwei PCs und Internetzugang im Klassenzimmer)
- Verwendung spezieller eCOOL-Arbeitsaufträge (Anreicherung von COOL-Arbeitsaufträgen durch E-Learning-Elemente) und Abgabe der Ergebnisse auf die Lernplattform. Durch elektronische Terminvorgaben entsteht eine erhöhte Verbindlichkeit.
- Individuelle Begleitung der Lernprozesse der Schüler durch ausformuliertes Feedback in elektronischer Form.
- Minimierung der Online-Phasen, dafür mehr Zeit für direkte Kommunikation in unterschiedlichen sozialen Settings.
- Nutzung von ePortfolios
  - als Materialsammlung in allen Fächern
  - zum Einholen von Rückmeldungen bei individueller Leistungsvorlage
  - als Vorbereitung für abschließende Prüfungen (Stoffsammlung)
  - als Auswahlmöglichkeit für ein Bewerbungsportfolio
  - zur Mitnahme der Daten in weiterführende Bildungsinstitutionen
  - Detailliertes, schriftliches Feedback als Zeugnisbeilage (Zusatz zu wenig aussagekräftigen Noten)

## Lehrerkooperation und Fortbildung
„Nachdem ich zu Beginn einer Unterrichtsstunde die Türe des Klassenzimmers hinter mir zugemacht habe, bin ich nur mir selbst verantwortlich, was ich tue!“ ist die Philosophie der Einzelkämpfer in der Schule. Die Philosophie des Cooperativen Offenen Lernens ist anders: COOL setzt in jeder Hinsicht auf Kooperation. Das gilt für Schüler ebenso wie für Lehrer. Wie sieht es aber mit der Kooperation von Lehrern aus? Warum müssen Lehrer kooperieren? Offenes Lernen kann doch auch ein Einzelkämpfer in seinen Unterricht einbauen... Wenn selbständiges, eigenverantwortliches Lernen wirksam umgesetzt werden soll, braucht es eine veränderte Lern- und Unterrichtskultur in der ganzen Klasse, in der ganzen Schule. COOL-Entwicklung ist Schulentwicklung. Traditionelle Systeme wehren sich gegen Veränderungen. Einzelne veränderungswillige Lehrer stehen oft in der Klasse und im Lehrerzimmer auf verlorenem Posten. Erst wenn Zusammenarbeit gelingt, werden Veränderungen möglich und Erfolge sichtbar. Diese Zusammenarbeit braucht aber Struktur, Organisation, Kontinuität, Zeit und Raum. Diese Voraussetzungen müssen an unseren Schulen aber oft erst geschaffen werden.

### Regelmäßiger Erfahrungsaustausch
Die erste und wichtigste Ebene der Kooperation im Cooperativen Offenen Lernen ist die Teamarbeit der Klassenlehrer. In den regelmäßigen – fix im Stundenplan verankerten – Sitzungen (von mindestens dreimal pro Semester bis wöchentlich) geht es unter anderem um die Erfahrungen und Beobachtungen aus dem Unterricht, die Besprechung aktueller Entwicklungen und Probleme und um die Planung und Koordination der fächerübergreifenden Arbeit. Eine zweite Ebene neben der Zusammenarbeit der Fachlehrer ist die regelmäßige fächer- und klassenübergreifende Kooperation aller COOL-Lehrer einer Schule. In den zwei- bis dreimal pro Semester stattfindenden Treffen geht es um Themen wie Grundsätze, Rahmenbedingungen (Räume, Verbindlichkeiten, organisatorische Maßnahmen), Fortbildung, Schul- und Unterrichtsentwicklung oder Öffentlichkeitsarbeit. Als besonders wertvoll in der Praxis des Cooperativen Offenen Lernens haben sich die, meist zu Beginn, aber auch am Ende eines Schuljahres stattfindenden (ein- bis zweitägigen) Teamklausuren aller COOL-Lehrer erwiesen. Dabei handelt es sich um meistens außerhalb der Schule angesetzte, wichtige Planungs- und Reflexionstreffen, aber auch um wertvolle Maßnahmen zur Teamentwicklung. Zeit zu investieren, spart Zeit. Den Einwänden vieler Lehrer, eine derartige Kommunikationskultur wäre viel zu zeitaufwändig, kann entgegengesetzt werden, dass durch den damit erzielten reibungsloseren Ablauf der Unterrichtsarbeit, das bessere Arbeitsklima und die effizientere Zusammenarbeit viel Zeit und vor allem Kraft eingespart werden kann. Durch ein Mehr an lustvollem Miteinander kann dem viel zitierten Burnout bei Lehrern wirksam gegengesteuert werden.
Wenn Lehrer im Team ihren eigenen Unterricht laufend reflektieren und evaluieren, dann steckt in dieser Kooperation schon ein wesentliches Stück Fortbildungsmöglichkeit und Entwicklungschance. Trotzdem braucht es die Erfahrungen von außen. Kernpunkt der COOLen Weiterbildungsmöglichkeiten ist die schulinterne Lehrerfortbildung: Sie wird oft von Kollegen aus anderen Schulen oder Bildungseinrichtungen vorgenommen, ist aber immer an Teams einer Schule gerichtet, damit die behandelten Themen in der eigenen Unterrichts- und Schulentwicklung effizient umgesetzt werden können. Hier kommt dem Blick „über den eigenen Tellerrand“ eine zentrale Bedeutung zu. Gemeinsame Schul- und Unterrichtsbesuche in COOL-Impulsschulen oder anderen innovativen Schulen haben sich dabei besonders bewährt.

### Schulleitung ist gefordert
Im Zusammenhang mit der Teilnahme der Lehrer an schulübergreifenden, regionalen, überregionalen und bundesweiten Fortbildungsangeboten ist es Aufgabe der Schulleitung, Aspekte der Personalentwicklung in Sachen COOL stärker zu berücksichtigen. Die Frage, welche Lehrerteams zu welchen Seminaren und Lehrgängen geschickt werden, muss in Zukunft stärker von schulentwicklungs-strategischen Überlegungen geprägt sein. Neben zahlreichen landesweiten Seminaren und Tagungen bietet das Impulszentrum für Cooperatives Offenes Lernen mit der Pädagogischen Hochschule Steiermark für Schulteams (zwei bis fünf Teilnehmer pro Schule) zweijährige Ausbildungslehrgänge an. Sie bestehen aus Blockseminaren und Regionaltreffen auf PFL-Basis („Pädagogik und Fachdidaktik für Lehrer“, nach dem von Peter Posch entwickelten Fortbildungsprogramm), die wichtige Inhalte von COOL vermitteln: Auseinandersetzung mit reformpädagogischen Grundlagen, die Erstellung von Arbeitsaufträgen, Methodentraining, Feedback, Beurteilung, soziales Lernen. Wichtig dabei ist, dass Inhalte und Methoden nicht nur kennengelernt, sondern auch erlebt und ihre Anwendungen reflektiert werden. Zentraler Punkt auch hier: Schulbesuche und Hospitationen im In- und Ausland. „The true business of the school is not to chain the pupil to preconceived ideas, but to set him free to discover his own ideas and to help bring his powers upon the problem of learning … Let us think of the school as a place where community conditions prevail as they prevail in life itself.“ – Helen Parkhurst in „Education on the Dalton Plan“, 1922.